# 横浜三育幼稚園
横浜三育幼稚園（よこはまさんいくようちえん）は、神奈川県横浜市中区山手町32番地にある私立幼稚園。

## 概要
- 全国に5校あるセブンスデー・アドベンチスト教会系の幼稚園の一つ。少人数教育を行っている。園児数は約80人。（2013年現在）

## 沿革
- 1954年 横浜三育幼稚園が開園される

## 交通
最寄り駅は、JR東日本根岸線石川町駅